# A Chiara
A Chiara è un film del 2021 diretto da Jonas Carpignano. Sviluppa lo stesso soggetto, e lo stesso personaggio protagonista, dell'omonimo cortometraggio A Chiara del 2019.
La sua prima mondiale ha avuto luogo il 9 luglio 2021 nell'ambito della Quinzaine des Réalisateurs del Festival di Cannes, generando un'accoglienza fortemente positiva.

## Trama
Gioia Tauro: La famiglia Guerrasio si riunisce per celebrare i 18 anni della figlia maggiore di Claudio e Carmela. È un’occasione felice e la famiglia è molto unita, nonostante una sana rivalità tra la festeggiata e sua sorella Chiara di 15 anni sulla pista da ballo. Nella notte, la macchina del padre viene bruciata e l'uomo scompare. Nonostante i parenti minimizzino, Chiara scopre che il padre è latitante e accusato di spaccio di droga. Chiara comincia ad approfondire le indagini, scontrandosi in particolare con la sorella e il cugino. 
Le ripetute assenze a scuola e la violenta reazione a un attacco subito per strada da alcuni ragazzi inducono la scuola e l'assistente sociale a trasferirla a Urbino, dove vivrà in una nuova famiglia, senza poter avere contatti con quella d'origine. Durante il viaggio, Chiara fugge e torna in Calabria, presentandosi ancora una volta dinanzi al cugino per sapere la verità. L'uomo la conduce allora al nascondiglio del padre, che non ha mai lasciato la zona. Claudio la porta con sé e il cugino, in modo che veda cosa fanno e come smerciano gli stupefacenti per conto della 'Ndrangheta. Chiara dovrà così riflettere sul futuro che vuole per sé stessa.

## Riconoscimenti
- 2021 - Festival di Cannes
  - Premio Europa Cinema Label[4]
- 2022 - David di Donatello
  - Migliore attrice protagonista a Swamy Rotolo
  - Candidatura per la miglior sceneggiatura originale a  Jonas Carpignano
  - Candidatura Miglior produttore a Jon Coplon, Paolo Carpignano, Ryan Zacarias e Jonas Carpignano per Stayblack Productions con Rai Cinema
  - Candidatura Miglior colonna sonora a Dan Romer e Benh Zeitlin
  - Candidatura Miglior acconciatore a Giuseppina Rotolo
  - Candidatura Miglior montaggio a Affonso Gonçalves

- 2022 - Premio Gopo
  - Candidatura Miglior film europeo a Jonas Carpignano

## Produzione
Le scene finali sono state girate nella città di Urbino, in particolare in via Puccinotti, allo stadio Montefeltro, sul colle del Vigne (via Buozzi) e nelle campagne circostanti.